# NGC 5933
NGC 5933 este o galaxie eliptică situată în constelația Boarul. A fost descoperită în 21 aprilie 1887 de către Lewis A. Swift.